# Titus Sextius Cornelius Africanus
Pour les articles homonymes, voir Africanus, Sextius et Sextii.
Titus Sextius (Cornelius) Africanus est un sénateur romain du début du IIe siècle, consul éponyme en 112 avec Trajan.

## Biographie
Son père, Titus Sextius Magius Lateranus, est consul éponyme en 94 sous Domitien.
En l’an 112, il est consul éponyme aux côtés de l'empereur Trajan lui-même qui en est à son sixième consulat ordinaire.
De son mariage avec une Vibia, peut être elle même fille d'une Julia Vestina, il eut deux fils, Titus Sextius Africanus, évergete à Athènes sous Hadrien, et Titus Sextius Lateranus, le  consul éponyme en 154 sous Antonin le Pieux,.